# Робота сновидіння
Робота сновидіння (нім. Traumarbeit) — дослідження образів та емоцій, які представляє та викликає сон. Воно відрізняється від класичного тлумачення снів тим, що не намагається встановити унікальне значення сну. Таким чином сон залишається «живим», тоді як, якщо йому було присвоєно конкретне значення, він «закінчений» (тобто закінчений). Фахівці зі сновидіння вважають, що сон може мати різноманітні значення залежно від рівня (наприклад, суб'єктивного, об'єктивного), які досліджуються.
Віра в роботу сновидінь полягає в тому, що кожна людина має власну «мову» мрії. Будь-яке певне місце, особа, предмет або символ можуть відрізнятися за своїм значенням від сновидця до сновидця, а також час від часу в поточній життєвій ситуації сновидця. Таким чином, хтось, хто допомагає мрійнику наблизитися до його мрії через сновидіння, приймає позицію «не знати», наскільки це можливо.
У роботі над сновидіннями зазвичай чекають, поки будуть поставлені всі запитання — і уважно вислухані відповіді — перш ніж працівник сновидінь (або працівники сновидінь, якщо це робиться в груповій обстановці) запропонує будь-які пропозиції щодо того, що може означати сон. Насправді сновидець часто починає будь-яке тлумачення словами: «якби це був мій сон, це могло б означати…» (техніка, вперше розроблена Монтегю Ульманом, Стенлі Кріпнером і Джеремі Тейлором і зараз широко використовується). Таким чином, сновидці не зобов'язані погоджуватися зі сказаним і можуть використовувати власне судження, вирішуючи, які коментарі є достовірними чи дають зрозуміти. Якщо сновидіння виконується в групі, учасники можуть стверджувати кілька речей, які здаються сновидцю слушними, але також може статися, що нічого не відбувається. Оцінка достовірності чи проникливості коментаря під час сеансу Dreamwork може прийти пізніше, іноді через кілька днів після закінчення сеансу.
Робота зі сновидіннями також може посилатися на ідею Зигмунда Фрейда про те, що заборонені та придушені бажання людини спотворюються у снах, тому вони з'являються в замаскованих формах. Фрейд використовував термін «робота сновидінь» (Traumarbeit) для позначення «операцій, які перетворюють приховану думку сновидіння у явне сновидіння».

## Психодинамічна перспектива
Теорія психоаналізу Зигмунда Фрейда значною мірою базується на важливості несвідомого. Відповідно до теорії, несвідоме впливає на людину не тільки вдень, але і уві сні. У психодинамічній перспективі перенесення несвідомих думок у свідомість називається роботою сновидінь (нім. Traumarbeit). У сновидіннях існує два різних типи вмісту: явний і прихований. Прихований зміст — це підсвідомі почуття та думки, що лежать в основі. Явний зміст складається з комбінації прихованих думок, і це те, що насправді видно уві сні. Відповідно до принципу компенсації Карла Юнга, причина того, що у снах є прихований вміст, полягає в тому, що несвідоме компенсує обмеження свідомого розуму. Оскільки свідомий розум не може усвідомлювати все одночасно, прихований вміст дозволяє розблокувати ці приховані думки. Психоаналітики використовують знання процесу роботи зі сновидіннями для аналізу снів. Іншими словами, клініцист вивчатиме явний вміст, щоб зрозуміти, що намагається сказати латентний вміст.

## Процес
За психоаналітичною точкою зору, щоб мати можливість повністю зрозуміти роботу сновидінь, людині необхідно зрозуміти, як розум перетворює приховані думки на явні. Перший крок називається конденсацією, і це поєднання різних несвідомих думок в одну. Об'єднання несвідомих думок полегшує розуму висловити їх уві сні. Крок конденсації складається з двох підетапів: денних залишків і цензури. (З іншого боку, за словами Ульмана та Еріха Фромма, сни взагалі не піддаються цензурі). Залишки дня залишаються над щоденними проблемами, які викликають деякі несвідомі думки. Потім розум відображає цю думку через аналогічну ситуацію того дня. Перед тим, як несвідомі думки можуть бути відображені, вони піддаються цензурі. Оскільки багато несвідомих думок не відповідають моральному кодексу суспільства, розум змінює їх, щоб бути більш поважними. Це робиться для того, щоб це не викликало у сновидіння занепокоєння і тому не розбудило його. Через цензуру також поєднується кілька несвідомих думок, оскільки важко просто проскочити одну.
Після конденсації наступним кроком у формуванні снів є зміщення. Саме тут сон може спрямувати почуття чи бажання на непов'язану тему. Це схоже на практику перенесення, яка є поширеною технікою, що використовується в психоаналізі. Ще одним кроком у формуванні снів є символіка. Предмети або ситуації уві сні можуть представляти щось інше, зазвичай несвідому думку або бажання. Четвертий і останній крок у формуванні — вторинний перегляд. На цьому кроці всі думки об'єднуються і стають зв'язними. Інший момент цього кроку — зробити так, щоб сон стосувався сновидця. Ці чотири кроки разом складають роботу сновидіння.

## Снотворці
Людей, які вивчають формування сновидінь, а потім аналізують їх, називають снотворцями. Як згадувалося раніше, снотворці повинні працювати в зворотному напрямку від свідомого до несвідомого. Оскільки це не вони бачили сон, вони використовують різноманітні методи зі своїми клієнтами, наприклад вільні асоціації, щоб краще зрозуміти контекст сну. Вільні асоціації — це коли клієнт описує сон і пов'язує якомога більше його аспектів зі своїм життям. Снотворець уважно слухає, і як тільки він отримує якомога більше інформації про сон як через опис сновидіння, так і через емоційний стан сновидця, він зможе краще зрозуміти сон і отримати інформацію про сновидця, яку він може не знати або з якою з ним не хотіли ділитися.